# Midland City
Midland City är en kommun (town) i Dale County i Alabama. Vid 2010 års folkräkning hade Midland City 2 344 invånare.

## Kända personer från Midland City
- Bobby Bright, politiker